# Totsalmensaari
Totsalmensaari är en ö i Finland. Den ligger i sjön Saimen och i kommunerna Taipalsaari och Savitaipale och landskapet Södra Karelen, i den södra delen av landet, 190 km nordost om huvudstaden Helsingfors. Öns area är 0,5 hektar och dess största längd är 110 meter i öst-västlig riktning.